# Fenetil-amin
A fenil-etil-amin vagy fenetil-amin színtelen, kissé halszagú folyadék (fp. 195 °C). Oldódik vízben, alkoholban, éterben. A levegő szén-dioxidjával szilárd karbonátsót alkot. Erős bázis. Hidroklorid-sójának olvadáspontja 217 °C. Irritálja és fényérzékennyé teheti a bőrt.
A szervezet fenil-alaninból állítja elő enzim hatására, dekarboxilezéssel.
Nagyon sokféle, különböző hatású származéka van: élénkítőszerek, hallucinogén anyagok, étvágycsökkentők, orrdugulást megszüntető szerek, antidepresszánsok stb.

## Hatása
A noradrenalin- és dopamintermelődés kiváltója, emiatt a szervezet belső amfetaminjának tekintik. Szájon át bejutva gyorsan metabolizálódik.
A fenil-etil-amin abnormálisan alacsony szintjét figyelték meg figyelemhiányos hiperaktivitás-zavarban szenvedőkön, és gyakran klinikai depressziós betegeken is. Túl magas koncentrációja egyértelmű összefüggést mutat a szkizofrénia előfordulásával.

## Farmakokinetika

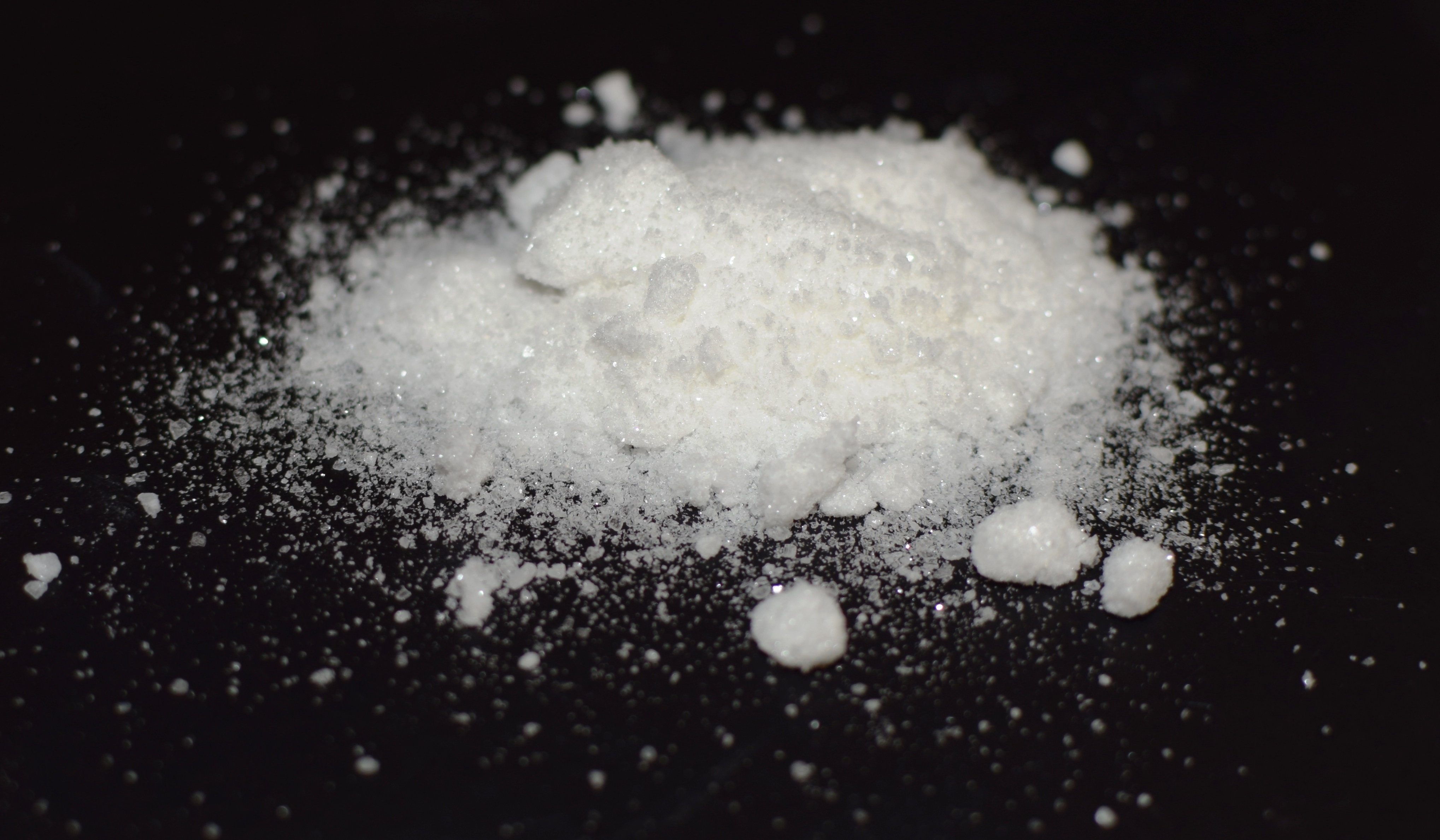
Fenil-etil-amin

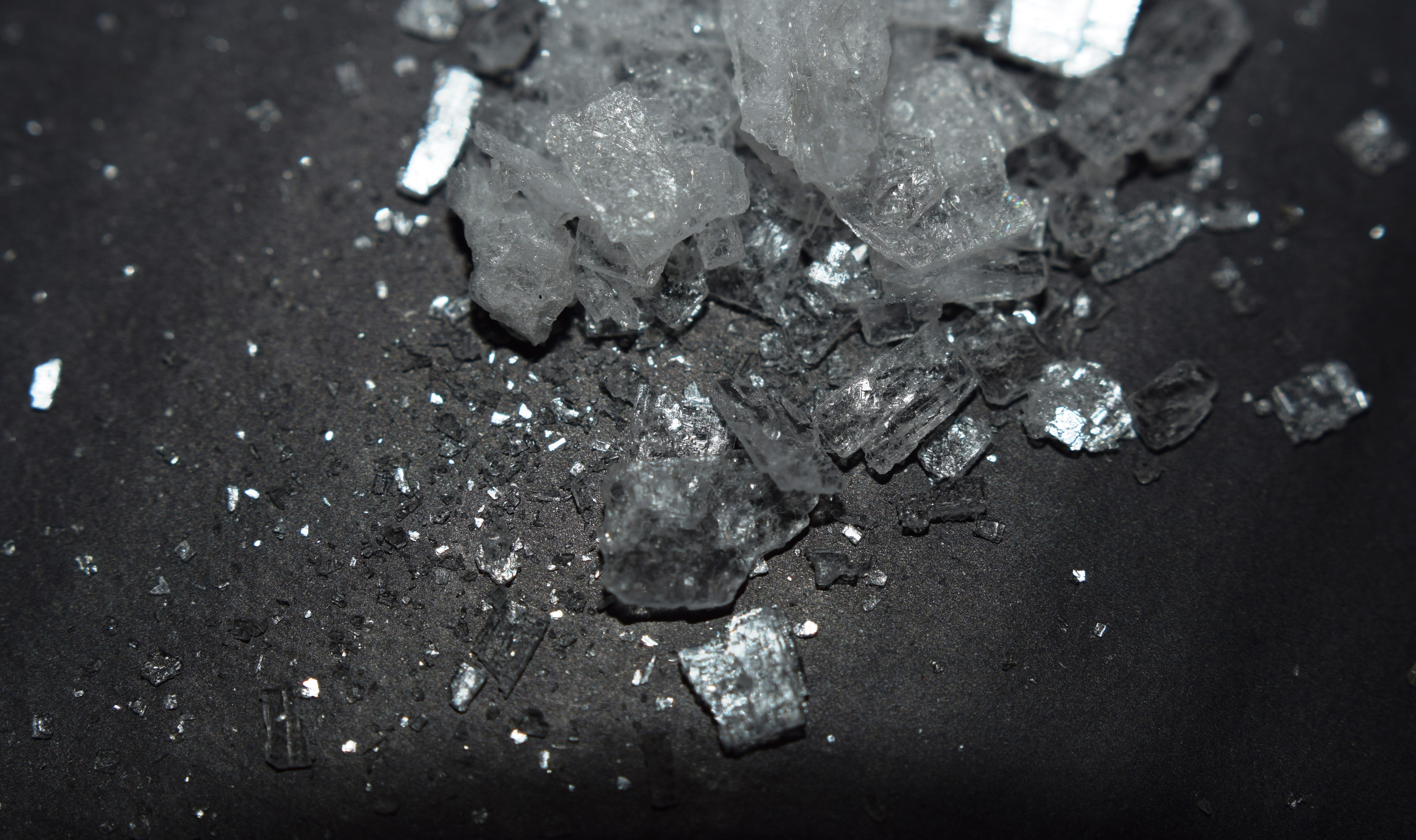
Fenil-etil-amin

A fenil-etil-amin felezési ideje 5–10 perc. Lebontását a MAO–A, MAO–B, aldehid dehidrogenáz és a dopamin-β-hidroxiláz enzim végzi. Monoamin-oxidáz gátlóval (MAOI) akár ezerszeresére is növelhető a szintje az agyban, ha a kezelés előtt alacsony volt, és 3–4-szeresére, ha magas. Az alkohol és a tetrahidrokannabinol (a cannabis hatóanyaga) 4-szeresére növeli a fenil-etil-amin-szintet.

## „Örömhormon”-elmélet
Michael Liebowitz kutató, az 1983-ban megjelent The Chemistry of Love (A szerelem kémiája) című könyv szerzője egyszer riportereknek megemlítette, hogy a csokoládéban sok fenil-etil-amin van. Ez került a New York Times egyik cikkének középpontjába, melyet aztán átvett az elektronikus média, majd a magazinok, és így terjedt el a tévhit, hogy a csokoládéban „örömhormon” van.
A valós helyzet az, hogy a csokoládéban levő fenil-etil-amint az emésztőrendszerben percek alatt lebontja a MAO–B enzim, így az nem tud eljutni az agyba, hacsak valaki nem szed monoamin-oxidáz-gátló gyógyszert (pl. szelegilint).

## Készítmények[2]
- Belacodid
- Glotil

## Fordítás
- Ez a szócikk részben vagy egészben  a   Phenethylamine című angol Wikipédia-szócikk fordításán alapul.  Az eredeti cikk szerkesztőit annak laptörténete sorolja fel. Ez a jelzés csupán a megfogalmazás eredetét és a szerzői jogokat jelzi, nem szolgál a cikkben szereplő információk forrásmegjelöléseként.